# 阿萊克斯·穆尼
阿萊克斯·穆尼（英語：Alex Mooney；1971年1月7日—）是美国的一位政治人物。自2015年開始，他是西維珍尼亞州第二國會選區選出的聯邦眾議員。他的黨籍是共和黨。他是西維吉尼亞州歷史上首位拉美裔國會議員 。